# Барбацион
Барбацион (лат. Barbatio) — римский полководец середины IV века, участвовавший в заговоре с целью свержения Констанция Галла и Юлиана, но был казнён.
Барбацион был назначен комитом доместиков при цезаре Востоке Констанции Галле в 351—354 годах. Правление Галла навлекло на него подозрения Констанция II и появился заговор с Барбационом. Галл был приглашён в Петовион в декабре 354 года, где был арестован ночью Барбационом и Аподемием. Они окружили его дом с солдатами и, полагаясь на доверие Констанция, одели его как воина, лишенного знаков отличия. Но недалеко от Пулы цезарь Востока был казнён.
В 355 году Барбацион назначен на должность магистра пехоты, которую он занимал до своей смерти в 359 году. Во время своей службы на Западе Барбацион нанёс большой ущерб империи. В 357 году он переехал из Милана с 30-тысячной армией с целью укрепления армии Юлиана, который хотел напасть на алеманнов, разорявших Галлию. Общая атака могла принести плоды, но Барбацион не сделал ничего, чтобы остановить алеманнов. Алеманны вторглись в области под контролем Барбациона и грабили базы, проходя вблизи лагеря римского полководца. Чтобы оправдать свои действия, он обвинил в неспособности контролировать алеманнов двух трибунов. Барбацион был убит по приказу императора Констанция II, его смерти способствовал Арбитион. Аммиан Марцеллин писал о Барбационе следующее:
«Барбацион был человек грубый, склонный к дерзким замыслам. Многим он был ненавистен за то, что, будучи командиром доместиков протекторов при Цезаре Галле, коварно предал его, а после его гибели, возгордившись из-за своего высокого воинского звания, замышлял такое же предательство и против Юлиана и часто, к негодованию благомыслящих, нашёптывал разные дурные вещи Августу, который был охоч до подобных речей».